# Avis Tieber
Avis Tieber (Estados Unidos) é uma ex-ginasta estadunidense, que competiu em provas de ginástica artística.
Tieber fez parte da equipe estadunidense que disputou os Jogos Pan-americanos de São Paulo, em 1963. Na ocasião, conquistou a medalha de ouro por equipes, ao superar as canadenses pela segunda vez consecutiva. Nas disputas do concurso geral, foi mehalhista de prata, empatada com a companheira de seleção, Dale McClements. Nos aparelhos, subiu ainda ao pódio como segunda colocada no salto sobre a mesa, em prova vencida pela compatriota McClements. Como ginasta, disputou ainda o Mundial de Praga, no qual não subiu ao pódio. Aposentada, tornou-se treinadora e disputou o Mundial de Dortmund, no qual nenhuma estadunidense foi medalhista.